# Guido Meda
Guido Edoardo Meda (Milano, 26 marzo 1966) è un giornalista, conduttore televisivo, telecronista sportivo e scrittore italiano.

## Biografia
Negli anni '70, quando fece la cresima, ebbe come padrino Ambrogio Fogar.
All'età di 19 anni ha cominciato a collaborare con Il Giornale, scrivendo di sport e cronaca e collaborando con l'agenzia ANSA. Nella stagione 1987/88 ha curato gli spazi informativi di Radio Monte Stella e nel 1988 è entrato nella redazione sportiva del Gruppo Fininvest, che curava la programmazione di TeleCapodistria. Ha condotto per 2 stagioni la rubrica Sport Time ed è stato inviato fino al 1990 della trasmissione Obiettivo Sci. Come inviato ha seguito tredici edizioni della Coppa del Mondo di sci alpino, tre edizioni dei Campionati mondiali e tre dei Giochi olimpici invernali. Sempre nel 1990 ha ricevuto il Premio Giornalistico "Iride Neve", assegnato dalla Federazione italiana sport invernali.
Si è occupato, successivamente, di ciclismo, documentando tre edizioni del Giro d'Italia per le reti Mediaset; quindi, dal 1997 ha seguito da telecronista per quattro stagioni le gare della Coppa del Mondo di Sci, come telecronista del settore al fianco dell'ex sciatore Carlo Gerosa. Sempre nel 1997 è apparso anche nel videoclip di Born to Be Abramo di Elio e le Storie Tese. Ha condotto nelle estati 1998 e 1999 Italia 1 Sport a richiesta, il programma che riproponeva grandi avvenimenti, personaggi e curiosità del mondo dello sport, richiesti da chi nel mondo dello sport vive e dai nomi famosi dello spettacolo. Successivamente, dal 1997 al 2001 si è occupato di Gymmy - Il mondo del fitness e sempre nel 2001 è il conduttore di Rewind, che riproponeva immagini che hanno segnato la storia della televisione, da filmati storici a sportivi, di attualità e cultura.
Dal 2002 e fino al 2013 gli è stata affidata la telecronaca su Italia 1 (in alcune gare della stagione 2010 su Canale 5, nelle stagioni 2012 e 2013 in parziale simulcast anche su Italia 2) delle qualifiche e dei Gran Premi del Motomondiale, per un decennio assieme all'ex pilota Loris Reggiani; è diventato famoso per i suoi tormentoni "(nome pilota) c'è" esclamato al momento del taglio del traguardo da parte del pilota vincente di turno e alla partenza, quando esclama: «Dopo il semaforo, scatenate l'inferno: prima dentro! gas a martello! e andiamo!» Dal 2012, al posto di Loris Reggiani che lascia Mediaset a causa di divergenze tra i due sulla linea editoriale, viene affiancato da Giulio Rangheri, fino all'anno precedente telecronista del Motomondiale sul digitale terrestre Premium MotoGP, anche lui fortemente voluto dallo stesso Meda.
Con il passaggio a partire dal 2014 su Sky dei diritti televisivi del Motomondiale, diviene il telecronista di Superpole e Gran Premi del Campionato Mondiale Superbike, sempre su Italia 1 e in simultanea - parziale - su Italia 2: ad affiancarlo nelle telecronache è Max Biaggi. Dal 1991 al 2010 ha condotto Studio Sport. Pratica il motociclismo sportivo ed è in possesso della licenza di pilota privato di aeroplano. Nel 2011 fa una comparsa come giornalista nella fiction Mediaset Non smettere di sognare. Il 14 ottobre 2012, dagli studi di Cologno Monzese, assieme all'esperto Luigi Bignami e agli astronauti italiani Umberto Guidoni e Paolo Nespoli, ha raccontato in diretta su Italia 2 lo storico volo in caduta libera di Felix Baumgartner da più di 39 km di altezza, con il quale l'austriaco è divenuto il primo uomo a lanciarsi a una simile altezza, riuscendo anche a superare il muro del suono senza l'ausilio di un velivolo.
A maggio 2013 è uscito il suo primo romanzo, edito Rizzoli e dal titolo Il miglior tempo, in cui racconta storie di motori e di compagni di viaggio. Dal 7 gennaio 2015 passa a Sky, dove viene nominato Vice Direttore di Sky Sport e direttore della redazione Motori con mansioni di coordinamento tra i canali Sky Sport F1 e Sky Sport MotoGP: proprio su questo canale e in chiaro, prima su Cielo e poi su TV8, è tornato ad essere il telecronista di prove libere del sabato (dal 2019 anche quelle del venerdì), qualifiche, warm-up e gare della classe MotoGP, con l'ex pilota Loris Capirossi nel 2015 (tranne nei G.P. di Australia, Giappone e Malesia dove viene sostituito da Mauro Sanchini) e dal 2016 Mauro Sanchini ad affiancarlo al commento tecnico. Da marzo 2016 è conduttore, insieme a Joe Bastianich e Davide Valsecchi, di Top Gear Italia. Nel 2017 ha prestato la voce al personaggio di Luigi, la raffreddatissima guida turistica, in un episodio della serie animata Disney Topolino e gli amici del rally. Nel film Alita - Angelo della battaglia del 2019 ha prestato la voce al commentatore di Motorball.
Nel 2021 ha commentato, su Sky, le regate della 36ª edizione dell'America's Cup.